# Akeron
Az Akeron (korábbi nevén: MMP – Missile Moyenne Portée) közepes hatótávolságú páncéltörő rakéta, amely a francia székhelyű MBDA vállalat terméke. A rakéta nagy mértékben hasonlít az izraeli Spike páncéltörő rakétára mind kialakítását, mind repülési profilját és rávezetési módját tekintve. A típust egyelőre csak a francia hadsereg rendszeresítette.

## Kialakítása és jellemzői
Az Akeron rakéták – a Spike rakétához hasonlóan – célpontját magas röppályán felülről közelíti meg annak érdekében, hogy a harckocsik a legkevésbé védett pontját: a tetőpáncélzatot támadja. Ez az ún. top-attack repülési profil az aktív védelmi rendszerek (APS) számára is kihívást jelent, így a legtöbb modern páncéltörő rakéta ezt a megoldást alkalmazza. Az MMP rakéta tandem kumulatív robbanófeje erősen védett harckocsik ellen is hatásos: 1000 mm homogén páncélzatot képes átütni a reaktív páncélzat (ERA) semlegesítése után.
A rakéta az indítást követően egy vezeték segítségével kapcsolatban marad az indítóval és közvetíti a cél infravörös képét lehetőséget adva a kezelő számára, hogy szükség esetén beavatkozzon. (Ez az ún. Man-in-the-Loop képesség). Akár új célpontot is kijelölhet a rakéta számára vagy eltérítheti azt, ha véletlenül saját csapathoz tartozó járművet vett célba. A rakéta képes teljesen önálló célravezetésre is ("fire and forget"), így az indítást követően a kezelő azonnal pozíciót válthat vagy újabb rakétát indíthat.
A rakéta képes hagyományos, lapos röppályán is repülni, ha az adott helyzetben az az előnyösebb.

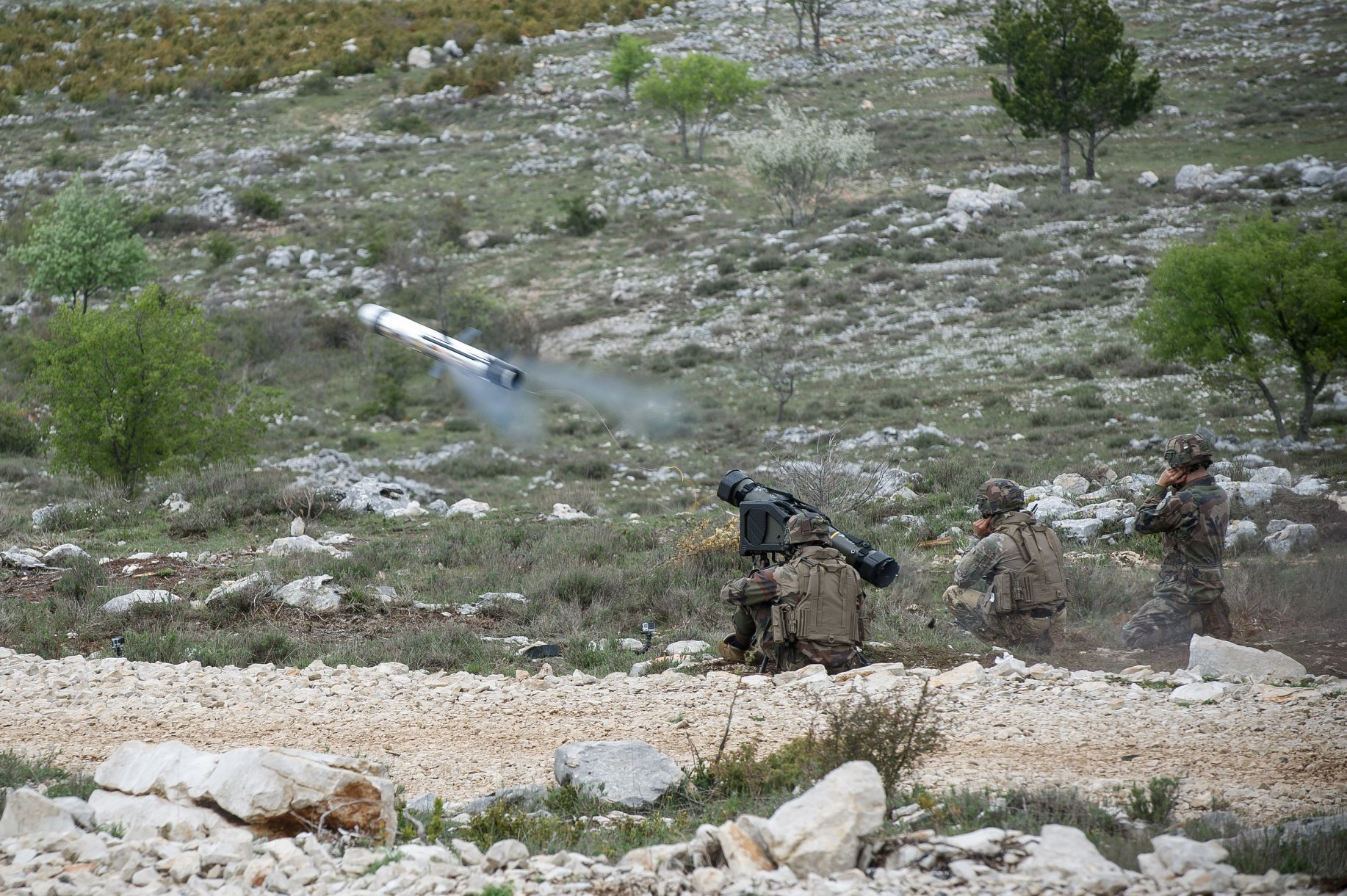
Akeron MP rakéta indítása

## Típusváltozatok
Az Akeronnak két változata létezik: az Akeron MP elnevezésű kisebb, könnyebb rakétát elsősorban gyalogság és harcjárművek számára fejlesztették ki. A nagyobb hatótávolságú Akeron LP többféle rávezetést is alkalmazhat és elsősorban helikopterek (pl. Tiger Mk.III) fegyverzetének szánják.
|                   | Akeron MP | Akeron LP          |
| ----------------- | --------- | ------------------ |
| Korábbi elnevezés | MMP       | MHT illetve MAST-F |
| Hatótávolság      | 4 km      | 8–20 km            |
| Rávezetési mód    | TV / IIR  | SAL / TV / IIR     |
| Tömeg             | 15 kg     | 30–40 kg           |
| Hossz             | 1,3 m     | 1,8 m              |

TV – nappali fényben működő elektro-optikai rendszer

IIR – infravörös tartományban működő elektro-optikai rendszer

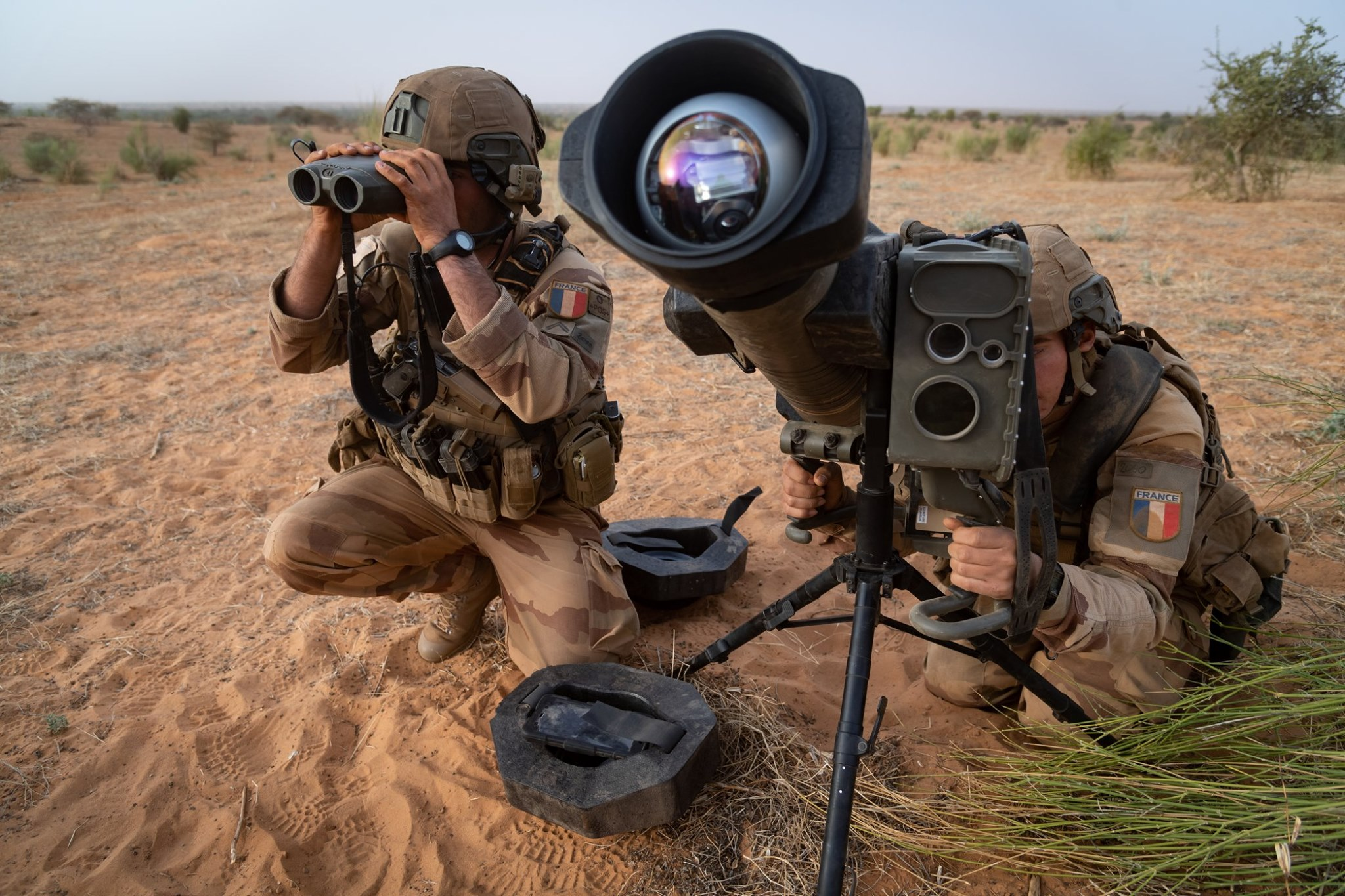
Francia katonák Akeron rakétával

SAL – félaktív lézeres rávezetés

## Összehasonlítás más rakétákkal
Az alábbiakban közepes hatótávolságú, felülről támadó infravörös elektrooptikai rávezetés alkalmazó rakéták összehasonlítása látható. Az adatok forrása az adott rakéta wikipédia szócikke, kivéve ahol ez külön jelezve van.
| Típus     | Fejlesztő ország          | Hatótávolság | Páncélátütés | Rakéta tömege | Indító tömege | Teljes tömeg | Hossz  | Man-in-the-Loop |
| --------- | ------------------------- | ------------ | ------------ | ------------- | ------------- | ------------ | ------ | --------------- |
| Akeron MP | Franciaország             | 5 km         | 1000 mm RHA  | 15 kg         | 11 kg         | 26 kg        | 1,3 m  | igen            |
| Spike LR2 | Izrael                    | 5,5 km       | 900 mm RHA   | 13 kg         | 12 kg         | 25 kg        | 1,17 m | igen            |
| Javelin   | Amerikai Egyesült Államok | 4 km         | 600 mm RHA   | 15,9 kg       | 6,2 kg        | 22,3 kg      | 1,1 m  | nem             |

(Man-in-the-Loop: adatkapcsolat megléte a rakéta és az indító között, a kezelő célt válthat a kilövés után is, irányíthatja a rakétát.)

## Alkalmazók
Franciaország – A francia hadsereg 1950 db rakétát rendelt 2025-ig történő leszállítással. 1000 db került átadásra 2021 végéig.
 Svédország – 2021-ben a svéd hadsereg jelezte érdeklődését egy közösen továbbfejlesztett MMP-t illetően, de várhatóan csak 2025-től lesz elérhető ez a rakéta a svéd fegyveres erők számára.
 Ukrajna – Franciaország ismeretlen számú Akeron MP rakétát adott át Ukrajnának hadisegélyként. Várhatóan Ukrajnában lesz a típus első éles bevetése.